# دايفيد ناغي
دايفيد ناغي (بالمجرية: Nagy Dávid)‏ هو كاتب أغاني وشاعر مجري، ولد في 16 فبراير 1981 في بودابست في المجر.

## وصلات خارجية
- الموقع الرسمي